# Mundochthonius kiyoshii
Espèce
Mundochthonius kiyoshii est une espèce de pseudoscorpions de la famille des Chthoniidae.

## Distribution
Cette espèce est endémique de la préfecture de Nagasaki au Japon. Elle se rencontre vers Nagasaki et Saikai.

## Description
Les mâles mesurent de 1,100 à 1,240 mm et les femelles de 1,170 à 1,147 0 mm.

## Étymologie
Cette espèce est nommée en l'honneur du myriapodologiste Kiyoshi Ishii.

## Publication originale
- Sakayori, 2002 : Two new species of the family Chthoniidae from Kyushu, in western Japan (Arachnida: Pseudoscorpionida). Edaphologia, vol. 69, p. 1-7 (texte intégral).